# Pseudococcus syringae
Pseudococcus syringae är en insektsart som först beskrevs av William Miles Maskell 1898.  Pseudococcus syringae ingår i släktet Pseudococcus och familjen ullsköldlöss. Inga underarter finns listade i Catalogue of Life.